# Enyalioides sophiarothschildae
Espèce
Enyalioides sophiarothschildae est une espèce de sauriens de la famille des Hoplocercidae.

## Répartition
Cette espèce est endémique de la province de Mariscal Cáceres dans la région de San Martín au Pérou.

## Description
Le mâle holotype mesure 135 mm de longueur standard et 223 mm de queue.

## Étymologie
Cette espèce est nommée en l'honneur de Sophia Rothschild.

## Publication originale
- Torres-Carvajal, Venegas & de Queiroz, 2015 : Three new species of woodlizards (Hoplocercinae, Enyalioides) from northwestern South America. ZooKeys, no 494, p. 107-132 (texte intégral).